# 柴田勝里
柴田 勝里（しばた かつさと、生没年不明）は、戦国時代の日本の武将。江戸時代に編纂された尾張藩士の系図『士林泝洄』によれば、柴田勝家の庶子で、通称は庄左衛門、あるいは茂左衛門。織田信雄に仕えたという。